# RoHS-Richtlinien
Die EU-Richtlinie 2011/65/EU dient der Beschränkung der Verwendung bestimmter gefährlicher Stoffe in Elektro- und Elektronikgeräten. Sie regelt die Verwendung und das Inverkehrbringen von Gefahrstoffen in Elektrogeräten und elektronischen Bauelementen. Die Richtlinie 2011/65/EU (RoHS 2) löste am 3. Januar 2013 die Vorläufer-Richtlinie 2002/95/EG (RoHS 1) ab. Beide Richtlinien werden inoffiziell mit RoHS abgekürzt (englisch Restriction of Hazardous Substances ‚Beschränkung [der Verwendung bestimmter] gefährlicher Stoffe‘).

## Ziel
Die Zielsetzung der Richtlinien ist, problematische Bestandteile aus dem Elektronikschrott zu verbannen. Dazu gehört unter anderem, verbleite Verlötungen elektronischer Bauteile durch unverbleite Lötungen zu ersetzen, umweltschädigende Flammhemmer in Kabelisolationen zu verbieten sowie die Einführung entsprechender möglichst gleichwertiger Ersatzprodukte zu fördern. Des Weiteren müssen auch die verwendeten elektrischen Bauelemente und Komponenten selbst frei von den problematischen Stoffen sein.
Unternehmen, die entsprechende Geräte importieren oder innerhalb der EU vertreiben, sind durch die Richtlinien direkt betroffen, da sie verpflichtet sind, auf die Einhaltung der Vorschriften zu achten.

## Stoffe und Grenzwerte
Einige der in der Elektrotechnik verwendeten Stoffe gelten als umweltgefährdend. Einerseits wirken sie ab bestimmten Mengen toxisch, andererseits können sie in der Umwelt nicht oder nur schlecht abgebaut werden. Durch die RoHS-Richtlinien soll der Eintrag dieser Stoffe in die Umwelt minimiert werden.
Hiervon betroffen sind im Besonderen:
1. Blei (Pb), 0,1 % – Einsatz unter anderem bei Lötverbindungen
2. Quecksilber (Hg), 0,1 % – Einsatz unter anderem bei Neigungsschaltern, Quecksilberdampfgleichrichtern
3. Cadmium (Cd), 0,01 % – Einsatz unter anderem bei Nickel-Cadmium-Akkumulatoren
4. sechswertiges Chrom (Cr VI), 0,1 % – Verwendung unter anderem als Bestandteil von Farben und Lacken, Holzschutzmittel.
5. Polybromierte Biphenyle (PBB), 0,1 % – Flammschutzmittel in Kunststoffisolationen
6. Polybromierte Diphenylether (PBDE), 0,1 % – Flammschutzmittel in Kunststoffisolationen

Am 31. März 2015 wurden mit der delegierten Richtlinie (EU) 2015/863 zusätzlich folgende Stoffe aufgenommen, was die EU-Mitgliedstaaten seit dem 22. Juli 2019 (Ende der Übergangsfrist) anzuwenden haben:
1. Bis(2-ethylhexyl)phthalat (DEHP), 0,1 % – Einsatz unter anderem als Weichmacher in PVC
2. Benzylbutylphthalat (BBP), 0,1 % – Einsatz unter anderem als Weichmacher in Kunststoffen
3. Dibutylphthalat (DBP), 0,1 % – Einsatz unter anderem als Weichmacher in Kunststoffen
4. Diisobutylphthalat (DIBP), 0,1 % – Einsatz unter anderem als Weichmacher in Kunststoffen

Die Prozentangaben stellen nach Anhang II der Richtlinie 2011/65/EU (RoHS 2) die maximal zulässigen Höchstkonzentrationen in homogenen Werkstoffen in Gewichtsprozent dar. In der vorherigen und inzwischen abgelösten Richtlinie 2002/95/EG (RoHS 1, Artikel 4, Abs. 1) waren keine Grenzwerte definiert, was bedeutete, dass diese Stoffe prinzipiell nicht in Produkten enthalten sein durften. Dieses absolute Inhaltsverbot wurde 2005 durch wirtschaftlich realisierbare sowie messtechnisch nachprüfbare Grenzwerte ersetzt.
Gemäß Artikel 6 der Richtlinie 2011/65/EU (RoHS 2) wird auch Einführung oder Änderung von Grenzwerten für bereits reglementierte oder bisher noch nicht erfasste Stoffe vorbehalten.
Weitere Überprüfungen sollen nach Artikel 6, Abs. 1 regelmäßig erfolgen. Es wird jedoch in der Verordnung hierzu kein Folgedatum oder ein Intervall benannt. Eine Überprüfung der bisherigen Grenzwerte und reglementierten Stoffe ist auch möglich, wenn ein entsprechender Vorschlag durch einen Mitgliedstaat eingereicht wird.

## CE-Kennzeichnung

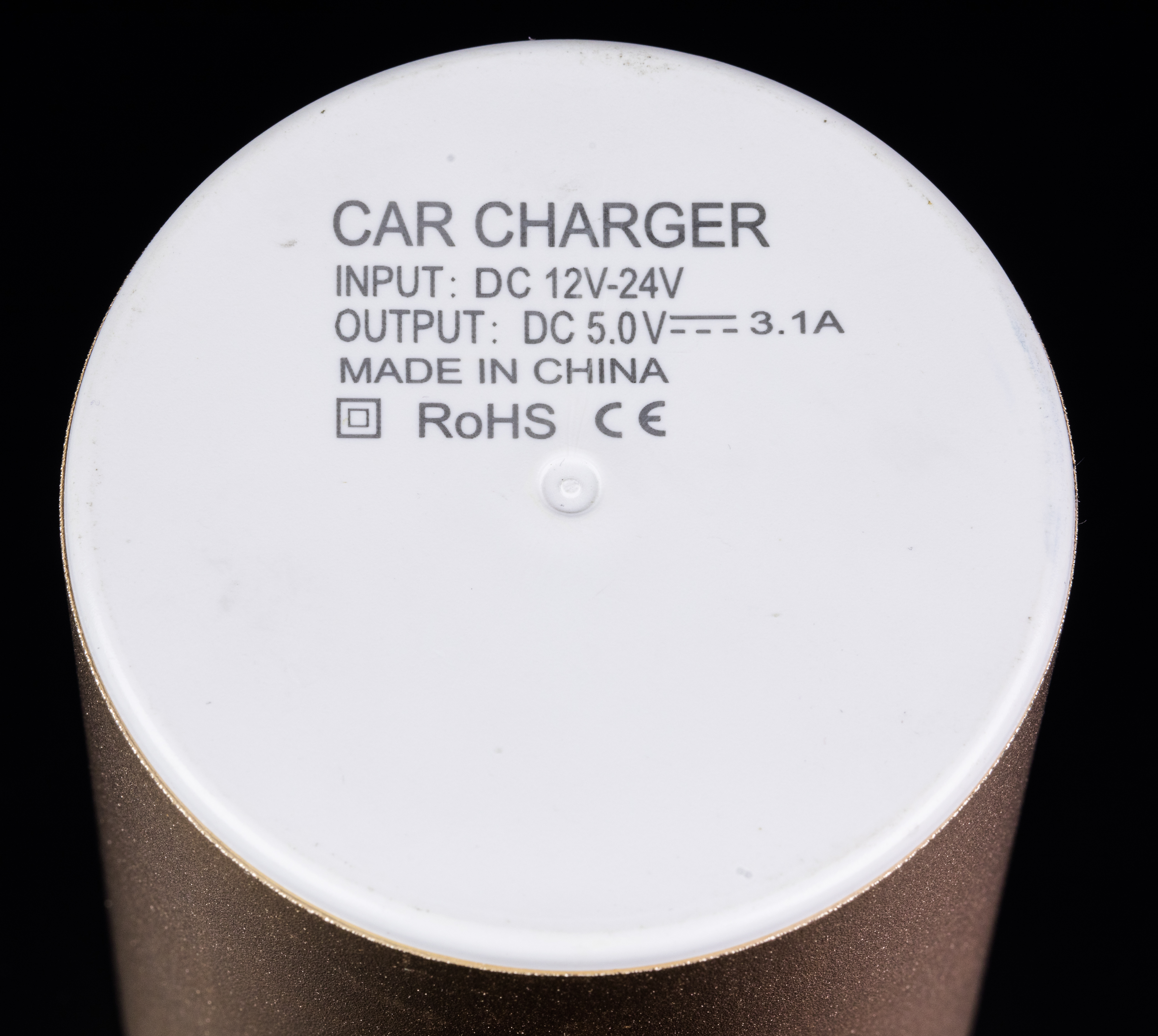
RoHS- und CE-Kennzeichnung auf dem Boden eines Ladegerätes

Seit 2011 ist die Einhaltung der RoHS-Richtlinie Voraussetzung, um auf den betroffenen Geräten das CE-Zeichen anbringen zu dürfen. Die Einhaltung der RoHS-Richtlinie muss in der EU-Konformitätserklärung bestätigt werden.

## Umsetzung
Die Umsetzung der RoHS-Richtlinien erfordert eine Umstellung vieler weit verbreiteter Produktionsverfahren. Als problematisch wird dabei häufig die Verwendung von bleifreiem Lötzinn gesehen. Als Ersatz der bleihaltigen Legierungen kommen in nicht sicherheitskritischen Anwendungen unter anderem Zinn-Silber, Zinn-Kupfer und Zinn-Bismut zum Einsatz, welche im Regelfall eine Qualitätsverschlechterung der Lötverbindung oder eine Kostensteigerung darstellen. Da Erfahrungswerte über die Langzeitzuverlässigkeit der neuen Lötlegierungen noch nicht vorliegen, und Ausfälle zufolge defekter Lötstellen in sicherheitsrelevanten Bereichen, wie beispielsweise bei Autos, in der Luft- und Raumfahrt und der Medizin sowie beim Militär zu schwerwiegenden Problemen führen könnten, gibt es eine Reihe von Ausnahmen bei dem Einsatz von bleifreiem Lötzinn.
Bei Reparaturen dürfen und sollen bleihaltige Altbaugruppen weiterhin mit bleihaltigem Lot bearbeitet werden, um Mischlegierungen zu vermeiden, die danach problematisch im Verhalten sein könnten. Ansonsten müssen Reparaturen an bleifreien Baugruppen immer mit RoHS-konformen Legierungen durchgeführt werden, d. h., es darf der Baugruppe bei der Reparatur kein Blei zugeführt werden. Ideal wäre eine Reparatur mit der gleichen Legierung, die bei der Produktion verwendet wurde.
Die RoHS wird daher mit fortschreitenden Erfahrungswerten fortgeschrieben werden. So wurden die Ausnahmeregeln für Geräte in medizintechnischen Anwendungsbereichen durch die Richtlinie 2011/65/EU inzwischen zeitlich befristet. Medizinische Geräte, die seit dem 22. Juli 2014, In-vitro-Diagnostika, die seit dem 22. Juli 2016, und industrielle Überwachungs- und Kontrollinstrumente, die seit dem 22. Juli 2017 in den Verkehr gebracht wurden, müssen ebenfalls die RoHS-Richtlinie erfüllen.

## Ausnahmen
Es bestehen einige Ausnahmeregelungen für bestimmte Gerätegruppen, Anwendungen, Bauteile und Werkstoffe. Die genaue Liste der Ausnahmen ist Artikel 4, Anhang III und Anhang IV der Richtlinie 2011/65/EU zu entnehmen. Diese Ausnahmen sind alle befristet, können aber zum Teil durch entsprechende Anträge bei der EU-Kommission verlängert oder verändert werden. So erfolgte mit der 2019/172/EU eine wiederum bis maximal Juli 2024 befristete Anpassung im Bereich von Halbleiterbausteinen.
Beispielhafte und nicht vollständige Auflistung von einigen konkreten Ausnahmen:
1. Quecksilber in Kompaktleuchtstofflampen in einer Höchstmenge von 5 mg je Lampe. (Seit 2012 3,5 mg, seit 2013 2,5 mg.[5])
2. Blei im Glas von Kathodenstrahlröhren, elektronischen Bauteilen und Leuchtstoffröhren.
3. Blei als Legierungselement in Stahl mit einem Bleianteil von bis zu 0,35 Gewichtsprozent, in Aluminium mit einem Bleianteil von bis zu 0,4 Gewichtsprozent und in Kupferlegierungen mit einem Bleianteil von bis zu 4 Gewichtsprozent.
4. Blei in hochschmelzenden Loten (d. h. Lötlegierungen auf Bleibasis mit einem Massenanteil von mindestens 85 % Blei),
5. Sechswertiges Chrom als Korrosionsschutzmittel des Kohlenstoffstahl-Kühlsystems in Absorptionskühlschränken.
6. Blei in Bleibronze-Lagerschalen und -buchsen.
7. Blei in Einpresssteckverbindern mit flexibler Zone.
8. Blei in Starterbatterien für Kraftfahrzeuge.
9. Ortsfeste Photovoltaikmodule bei bauartabhängigen Anteilen von Cadmiumtellurid und Blei.[6]

## Gesetzliche Regelungen
Die erste RoHS-Richtlinie wurde am 27. Januar 2003 verabschiedet. Bis Ende 2004 sollte die Umsetzung in nationales Recht bei den EU-Mitgliedstaaten erfolgt sein. Die Situation in den einzelnen Ländern ist jedoch unterschiedlich.
In Deutschland trat am 13. August 2005 das Elektro- und Elektronikgerätegesetz (ElektroG) in Kraft, das neben der RoHS-Richtlinie auch die WEEE-Richtlinie in nationales Recht umsetzte. Die Übergangsfrist für die betroffenen Hersteller und Branchen lief bis zum 1. Juli 2006. Zur Umsetzung der Richtlinie 2011/65/EU in deutsches Recht wurde die Elektro- und Elektronikgeräte-Stoff-Verordnung geschaffen und somit die Vorgaben der RoHS-Richtlinie wieder aus dem ElektroG herausgenommen.
In Österreich ist die Umsetzung der RoHS- und der WEEE-Richtlinie in der Elektroaltgeräteverordnung, die am 30. April 2005 in Kraft trat, in der Schweiz in der Chemikalien-Risikoreduktions-Verordnung geregelt.

## Vergleichbare Regelungen in Staaten außerhalb der EU
Die Schweiz zog mit dem Erlass der ChemRRV (Chemikalien-Risikoreduktions-Verordnung) nach.
Auch in Ländern wie Japan und USA sind ähnliche Verordnungen im Gespräch, in der Umsetzung oder bereits in Kraft.
In der Volksrepublik China trat am 1. März 2007 die „China RoHS“ (Management Methods for Controlling Pollution Caused by Electronic Information Products Regulation) in Kraft. Auf die Industrie kommt damit ein breites Regelwerk mit Stoffverboten, Zertifizierungen und/oder Zollkontrollen sowie Kennzeichnungspflichten zu. Der Geltungsbereich dieser Richtlinie bezieht sich zunächst auf dieselben sechs Stoffklassen der RoHS-Richtlinie. Zudem gibt es noch Vorgaben zur Energieeffizienz, einfachem Recycling und Umweltverträglichkeit. Überdies muss auch die Verpackung umweltverträglich sein und die Materialien sind zu benennen.
Norwegen hatte unter dem Namen PoHS einen Entwurf für eine Richtlinie vorgestellt, die insgesamt 18 Stoffe in Konsumgütern verbieten sollte. Dabei überschnitt sich die PoHS mit der RoHS nur in zwei Stoffen: Cadmium und Blei. Die PoHS-Richtlinie wurde mittlerweile wegen vehementen Einspruches der EU gestoppt.
Südkorea hat am 27. April 2007 ein allgemein als Korea-RoHS bezeichnetes Gesetz verabschiedet, das am 1. August 2008 in Kraft getreten ist. Der korrekte Titel lautet Act for Resource of Electrical and Electronic Equipment and Vehicles. In diesem Gesetz werden weitgehend die EU-Richtlinien RoHS, WEEE und ELV (Altfahrzeugrichtlinie) übernommen. Eine Kennzeichnung der Produkte wie bei der ChinaRoHS ist nicht vorgesehen.

## Nachweis der RoHS-Konformität
Für den Nachweis der RoHS-Konformität gibt es zwei Wege, welche in Normen festgelegt sind:
DIN EN 62321  – Chemische Analyse
Der Titel des ersten Teils der siebenteiligen DIN EN 62321 lautet: Verfahren zur Bestimmung von bestimmten Substanzen in Produkten der Elektrotechnik – Teil 1: Einleitung und Übersicht – (IEC 62321-1:2013; Deutsche Fassung EN 62321-1:2013).
Bei einer chemischen Analyse wird vorab, z. B.  über optische Verfahren, wie eine Röntgenfluoreszenzanalyse (RFA), bestimmt, in welchen Konzentrationen die betroffenen Elemente oder Verbindungen vorkommen können (Screening). Abhängig von diesem Ergebnis müssen weitere Analysen folgen. Wird beispielsweise bei einer RFA Brom oder Chrom in relevanten Mengen detektiert, muss geprüft werden, ob es sich um die geregelten bromierten Flammschutzmittel oder um Chrom 6+ handelt. Analytische Testergebnisse gemäß dieser Norm sind eine gemäß DIN EN 50581 zulässige Dokumentenart, um die Konformität von Bauteilen und Baugruppen nachzuweisen.
DIN EN 50581 → ersetzt durch die DIN EN IEC 63000 – Technische Dokumentation
Die harmonisierte Norm DIN EN IEC 63000 („Technische Dokumentation zur Beurteilung von Elektro- und Elektronikgeräten hinsichtlich der Beschränkung gefährlicher Stoffe“ (IEC 63000:2016); Deutsche Fassung EN IEC 63000:2018) gibt vor, wie Hersteller von Elektrogeräten den Nachweis über entsprechende Dokumente führen müssen. Welche Art von Dokumenten notwendig ist, beurteilt der Hersteller anhand der Zuverlässigkeit des Lieferanten und der Wahrscheinlichkeit, dass bestimmte Bauteile oder Materialien gegen die Vorgaben der RoHS verstoßen. Es kann ausreichend sein, dass vertragliche Vereinbarungen oder Zuliefererklärungen vorliegen. Es kann aber auch erforderlich sein, dass Materialdeklaration mit allen verwendeten chemischen Verbindungen oder analytische Testergebnisse zu allen Bauteilen und Materialien notwendig sind. Die Norm fordert, dass die Dokumente den Bauteilen (z. B. über Seriennummer, Baureihe oder Werkstoffdefinition) zugeordnet werden können. Die Qualität und Vertrauenswürdigkeit der Dokumente muss anschließend beurteilt werden. Ergibt sich ein hohes Risiko, müssen weitere Maßnahmen, wie eine eigene chemische Analyse, durchgeführt werden.